# Ice Queen

Ice Queen este cel de-al doilea single extras de pe albumul Mother Earth de către formația olandeză de rock simfonic, Within Temptation. Până în prezent este unul dintre cele mai de succes single-uri al formației în Europa.

## Poziții ocupate în topuri
| Topul (2006)           | Maximul |
| ---------------------- | ------- |
| Dutch Top 40           | 4       |
| Belgian Singles Chart  | 1       |
| German Singles Chart   | 21      |
| Austrian Singles Chart | 53      |